# 冠盖藤属
冠盖藤属（学名：Pileostegia）是绣球科下的一个属，为常绿、攀援状灌木植物。该属共有3种，分布于东南亚。